# Curillo

Localização da cidade de Curillo no departamento de Caquetá.

Curillo é um município da Colômbia localizada no departamento de Caquetá.